# Göran Eriksson (Gyllenstierna)
 Göran Eriksson (Gyllenstierna), född 1498, död 19 december 1575, begravd 6 januari 1576, var son till riksrådet Erik Eriksson (Gyllenstierna) d.y., stamfader till Fågelviksgrenen av ätten Gyllenstierna, användes av Gustav Vasa i Dackefejden (1542–43) och var med säkerhet redan 1552 riksråd. Han gifte sig med Kerstin Nilsdotter (Grip) 1527.

## Biografi
Eriksson deltog som fullmäktig i underhandlingarna med danskarna vid Älvsborg 1554. År 1555 utsågs han under ryska kriget till en av ståthållarna på Viborgs slott.
Då Erik XIV tillträtt sitt hertigdöme, var Eriksson en av dem, som svor honom trohet. 1559 blev han ståthållare på Kalmar. 1563 ingick han i en beskickning till Danmark och 1564 förordnades han till slottsloven på Vadstena och innehade från detta år till åtminstone 1567 ståthållarämbetet i hertig Magnus furstendöme.   
Då Erik XIV:s bröder 1568 började upproret, slöt han sig genast till dem. Han och Ture Bielke sändes 14 september samma år till Danmark, där de i Roskilde slöt en fred med Danmark och Lübeck, vilken Johan III dock vägrade att ratificera. I april och maj 1569 nämns Göran Eriksson som konungens hovmästare.
Genom giftet med Kerstin Nilsdotter (Grip) kom Eriksson i besittning av ena halvan av egendomen Björksund i Södermanland (en delmängd av det äldre godskomplexet Sundboholm). Den andra halvan av Björksund kom också ätten Gyllenstierna till del genom att brodern Karl gifte sig med Kerstins syster Marina. Björksund kom efter detta att gå i Gyllenstiernasläkten i 250 år, fram till dess att riksmarskalken Göran Gyllenstierna avled utan arvingar 1799. Godset övergick då genom arvsköp till hans systerdotter Lovisa Ulrika Horn och dennas make greve Carl Gabriel Mörner. 
Barn med Kerstin Nilsdotter:
1. Nils Göransson (1526 - 1601)
2. Carin Göransdotter (- 1602)
3. Margareta Göransdotter (- 1604)
4. Anna Göransdotter (- 1582)
5. Erik Göransson (- 1565)